# Nuevo Tasajeras
Nuevo Tasajeras es un caserío peruano ubicado en el distrito de Paimas, perteneciente a la provincia de Ayabaca del departamento de Piura, al norte del Perú. 

## Ubicación
Nuevo Tasajeras se ubica al oeste de la provincia de Ayabaca, en el distrito de Paimas, en el departamento de Piura.

## Demografía
En 2017 Nuevo Tasajeras tenía una población de 133 habitantes.
| Gráfica de evolución demográfica de Nuevo Tasajeras entre 1993 y 2017 |
|                                                                       |
| Fuentes: Población 1993 y 2017                                        |